# Encarnación Ezcurra
María de la Encarnación Ezcurra y Arguibel (Buenos Aires, 25 de marzo de 1795-ibíd., 20 de octubre de 1838), más conocida como Encarnación Ezcurra, fue una política argentina y también fue una de las mujeres que más poder tuvo en las Provincias Unidas del Río de la Plata, como esposa de Juan Manuel de Rosas.

## Biografía
Hija de Juan Ignacio Ezcurra y Teodora de Arguibel, fue esposa de Juan Manuel de Rosas, con el que contrajo matrimonio el 16 de marzo de 1813 y tuvieron tres hijos: Juan Bautista (29 de junio de 1814-3 de julio de 1870), quien, con los años, se casaría con Mercedes Fuentes Arguibel y sería padre de un gobernador bonaerense, Juan Manuel Ortiz de Rosas; María de la Encarnación, nacida el 26 de marzo de 1816 y fallecida al día siguiente; y Manuela Robustiana (24 de mayo de 1817-17 de septiembre de 1898), apodada Manuelita, quien, al fallecer su madre, ejerció un rol relevante en el gobierno de su padre, y en medio del exilio de éste –y pese a la oposición paterna– se casó con Máximo Terrero, con quien tendría dos hijos, Manuel Máximo y Rodrigo Tomás. Además, el matrimonio Rosas-Ezcurra, apenas consumado, adoptó al recién nacido Pedro Rosas y Belgrano (29 de julio de 1813-26 de septiembre de 1863), hijo de Manuel Belgrano y de la hermana de Encarnación, María Josefa Ezcurra.
Desde ese momento se convertiría en la más fiel seguidora política de su marido, ayudándolo en las circunstancias más difíciles. Su rol como impulsora de la Revolución de los Restauradores e impulsora de la Sociedad Popular Restauradora —mientras su marido se encontraba sobrellevando la Campaña al Desierto— le aseguró a su esposo los 17 años de control después de 1835, ya que la mencionada revolución derrocó a Juan Ramón Balcarce. Poco después, se creó La Mazorca, brazo armado de la Sociedad, y ésta presionó a todos los gobiernos interinos, asegurándose Rosas el deseo público de que se hiciera efectivo su retorno al gobierno y provocando que la Junta de Representantes, la encargada de designar gobernadores, viera a su esposo como la única opción para restablecer el orden social en la provincia. A partir de estos hechos, y del triunfo de su esposo en la Campaña al Desierto, se le atribuyó el título de Heroína de la Santa Federación.
Su muerte fue imprevista, a la edad de 43 años por una causa desconocida. 

## Legado posterior
En una época marcada por los prejuicios y la escasa participación femenina en la política, se destacó como una mujer en posiciones de liderazgo y responsabilidad.
Contó con un fuerte respaldo de amplios sectores de la población criolla, afroporteña y otros grupos de la ciudad. Su impacto quedó en evidencia al momento de su fallecimiento, cuando un extenso duelo popular y político acompañó sus exequias. Se estima que unas 25 000 personas —de un total de 60 000 habitantes en Buenos Aires en aquel entonces— asistieron a su sepelio y a la procesión de su féretro desde el Fuerte hasta el Convento de San Francisco. El cortejo fúnebre fue financiado por la Junta de Representantes, gesto que el gobernador Rosas agradeció formalmente el 1 de noviembre de 1838.
Algunos autores destacan su figura política como mujer, considerándola una antecesora de Eva Perón y Cristina Kirchner.
En reconocimiento a su legado, una calle del barrio de Puerto Madero en la ciudad de Buenos Aires lleva su nombre. Sus restos descansan en el Cementerio de la Recoleta, en la cripta de la familia Ortiz de Rozas.